# Pyronia amyclas
Pyronia amyclas är en fjärilsart som beskrevs av Hans Fruhstorfer 1910. Pyronia amyclas ingår i släktet Pyronia och familjen praktfjärilar. Inga underarter finns listade.